# Contea di La Salle
La contea di La Salle in inglese La Salle County è una contea dello Stato del Texas, negli Stati Uniti. La popolazione al censimento del 2010 era di 6 886 abitanti. Il capoluogo di contea è Cotulla. La contea è stata creata nel 1858 ed successivamente organizzata nel 1880. Il nome ella contea deriva da René Robert Cavelier de La Salle (1643–1687), l'esploratore francese che viaggiò attraverso il Texas.

## Geografia fisica
| Anno | Popolazione | ±%       |
| ---- | ----------- | -------- |
| 1870 | 69          |          |
| 1880 | 789         | 1,043.5% |
| 1890 | 2,139       | 171.1%   |
| 1900 | 2,303       | 7.7%     |
| 1910 | 4,747       | 106.1%   |
| 1920 | 4,821       | 1.6%     |
| 1930 | 8,228       | 70.7%    |
| 1940 | 8,003       | −2.7%    |
| 1950 | 7,485       | −6.5%    |
| 1960 | 5,972       | −20.2%   |
| 1970 | 5,014       | −16.0%   |
| 1980 | 5,514       | 10.0%    |
| 1990 | 5,254       | −4.7%    |
| 2000 | 5,866       | 11.6%    |
| 2010 | 6,886       | 17.4%    |

Secondo l'Ufficio del censimento degli Stati Uniti d'America la contea ha un'area totale di 1494 miglia quadrate (3870 km²), di cui 1487 miglia quadrate (3850 km²) sono terra, mentre 8 miglia quadrate (21 km², corrispondenti allo 0,5% del territorio) sono costituiti dall'acqua.

### Strade principali
- Interstate 35
- State Highway 44
- State Highway 97

### Contee adiacenti
- Frio County (nord)
- Atascosa County (nord-est)
- McMullen County (est)
- Webb County (sud)
- Dimmit County (ovest)

## Istruzione
La maggior parte di La Salle County è servita dalla Cotulla Independent School District. L'Independent School District Dilley serve invece una piccola parte del nord-occidentale della contea.